# Concurrence déloyale
Pour le film d'Ettore Scola, voir Concurrence déloyale (film).
La concurrence déloyale est un abus de pratique commerciale d'une entreprise par rapport à une autre. Les liens avec la notion de parasitisme sont étroits.
Certes, les liens de parasitismes pourraient être considérés comme étroits avec la concurrence déloyale puisque le parasitisme est une sous-catégorie du sujet. 
La concurrence déloyale dans le cadre du droit des affaires peut être développée et expliquée de plusieurs manières avec plusieurs exemples. Soit, le dénigrement, la désorganisation, la confusion et le parasitisme.

## Par pays

### Belgique
Le droit de la concurrence déloyale trouve son siège dans deux lois : la loi du 6 avril 2010 relative aux pratiques du marché et à la protection du consommateur, et sa loi "sœur" réglant la procédure, soit la loi du 6 avril 2010 concernant le règlement de certaines procédures dans le cadre de la loi du 6 avril 2010 relative aux pratiques du marché et à la protection du consommateur. Un projet de loi a été déposé au Parlement le 24 septembre 2013 en vue d'incorporer un Livre VI "Pratiques du marché et protection du consommateur" dans le nouveau Code de droit économique, en vue de remplacer les lois précitées[Passage à actualiser].  
Ces deux lois définissent un certain nombre de règles destinées à assurer la loyauté des comportements commerciaux déployés sur le marché. Ce faisant, elles établissent un certain nombre d’obligations en matière d’information du consommateur (relatives aux indications des prix, à la dénomination, la composition et l'étiquetage des biens et services, relatives à la publicité comparative et à l’indication des promotions, des soldes et des liquidations), ou relatives aux modalités de conclusion des contrats avec des consommateurs (notamment en matière de contrats à distance, de ventes publiques, d'offres conjointes, de clauses abusives et de reconduction des contrats de service).
En parallèle aux règles précitées et encadrant le comportement des commerçants sur le marché, la loi définit également un certain nombre de pratiques interdites vis-à-vis des consommateurs – selon qu’elles sont déloyales, trompeuses ou agressives – ou vis-à-vis de personnes autres que les consommateurs, soit les concurrents (parasitisme, débauchage de personnel, détournement de consommateurs, etc.).

### France
Elle est dédommageable sur le fondement de l'article 1240 du code civil français (responsabilité délictuelle) pour réparer le préjudice subi. Des intérêts sont possibles en fonction du dommage. 
Dans tous les cas, les trois conditions de mise en œuvre de la responsabilité délictuelle prévue à l'article 1240 du Code civil doivent être réunies :
- la faute (le manquement à une obligation légale (obligation prévue par la loi)).
- le préjudice (le prix du dommage causé par la faute).
- le lien de causalité (la preuve du dommage causé par la faute).

Même si la concurrence déloyale peut aboutir à engager la responsabilité délictuelle, il ne faut pas la confondre avec la responsabilité délictuelle. Il faut tout d'abord consulter la bonne règle de droit qui caractérise la concurrence déloyale pour soulever une faute qui permettra d'engager la responsabilité délictuelle en apportant la preuve et le prix du dommage.

### Suisse
Le droit de la concurrence déloyale est fondé sur la loi fédérale contre la concurrence déloyale, dont l'article 2 énonce :

« Est déloyal et illicite tout comportement ou pratique commerciale qui est trompeur ou qui contrevient de toute autre manière aux règles de la bonne foi et qui influe sur les rapports entre concurrents ou entre fournisseurs et clients. »